# Philippe Richard (artiste)
Pour les articles homonymes, voir Philippe Richard et Richard.
Philippe Richard, né le 25 février 1962 à Dijon, est un artiste français.

## Biographie
Philippe Richard a fait ses études à l’École nationale supérieure des beaux-arts de Paris. En 1993, il a obtenu une bourse de la Fondation Cartier pour l'art contemporain, en 1994, la bourse Villa Médicis, hors-les-murs pour effectuer un séjour en Islande, puis en 1997 une bourse du ministère de la Culture (FIACRE) pour vivre une année à New York. Depuis 1992, son travail est exposé dans de nombreux pays. En 2009, le musée Matisse du Cateau-Cambrésis l’a invité pour un projet important réalisé au sein de ses collections. Philippe Richard vit et travaille à Paris et a enseigné la peinture à l’École régionale des beaux-arts de Rouen.

## Travail artistique
Depuis plusieurs années, les peintures de Philippe Richard quittent le tableau proprement dit, au profit d’un travail fait de débordements, d’éléments proliférants dans l’espace d’exposition et sur ses murs. À l’origine de ce travail, un projet réalisé en Islande : en 1996, il a largué en mer 180 bouteilles contenant  chacune une œuvre sur papier. Intitulé Des mois, des années, il comportait un second volet composé de 77 pièces de bois flottés ramassés sur les plages islandaises et utilisés par l’artiste comme support pour sa peinture. Depuis, un certain nombre de bouteilles s’est échoué sur les côtes de la Norvège, de l’Allemagne et des Îles britanniques. Environ un tiers a déjà été retrouvé.  
À la suite de ce projet, Philippe Richard a reconsidéré l’espace pictural aussi bien que l’espace d’exposition. Depuis 1997, les volumes peints, les Variables atmosphériques, les Bords du monde et plus récemment les Linéaires ont été menés parallèlement à un travail plus centré autour de la question du tableau. Philippe Richard considère que ses peintures se situent dans l’espace réel et plus uniquement dans l’espace bidimensionnel du tableau. L’espace d’exposition n’est plus seulement un écrin recevant les œuvres, il participe activement à l’œuvre en train de se faire et en devient le fond, le support actif. 

## AUTRE PAREIL projet au musée des Beaux-Arts de Dunkerque 2011-2013
«Autre pareil» est une exposition imaginée, conçue et réalisée par lʼartiste Philippe Richard sur une invitation de Aude Cordonnier, directrice du musée des Beaux-Arts et du LAAC à Dunkerque. Lʼidée de Aude Cordonnier était très simple: il sʼagissait de demander à Philippe Richard de poser un regard singulier sur les collections des deux musées et dʼen faire une exposition, lʼartiste installant ou créant des œuvres en contrepoint ou en écho aux œuvres choisies. Le titre «Autre pareil» est librement inspiré du premier poème que Samuel Beckett a écrit en français. Samuel Beckett était par ailleurs le secrétaire de son compatriote James Joyce dont il sera question dans ce projet. 
Derrière chaque œuvre, chaque objet, il y a des personnes, des gens qui les ont créés, imaginés, construits, des gens qui les ont utilisés, des gens qui ont été représentés. Philippe Richard a cherché du côté du voyage, de lʼOdyssée, dʼUlysse. Il a entrevu une déambulation particulière, une dérive, transformant lʼespace du musée en un long parcours autant physique que mental, imaginant Stephen Dedalus, personnage principal dʼUlysse de James Joyce zigzaguant, tentant de rentrer chez lui.  
Chaque salle est pensée comme un chapitre dʼune histoire non encore écrite. La lecture se veut multiple, adaptée aux intérêts de chacun. Il y a par exemple la présence récurrente des animaux. On les retrouve partout, représentés dans des peintures, sculptés dans des matériaux les plus divers, empaillés. Ils nous surprennent tout comme les œuvres, autres et pareilles. 
Outre celle de lʼaltérité, la question principale consiste à chercher une forme. Une forme qui, telle une énigme, en appelle une autre et une autre encore. Aussi, Philippe Richard a entrepris la construction de neuf objets se trouvant dans les neuf salles dʼexposition. Ces œuvres de tailles modestes (des structures cubiques de 60 cm de côté) se retrouvent exposées avec les objets de la collection. Elles fonctionnent comme la solution de lʼénigme, du rébus, de la question. Elles sont à la fois lʼintroduction et la conclusion dʼun chapitre. 

## La Couleuvre, lieu d’exposition pour l’art contemporain
Philippe Richard est le cofondateur de la Couleuvre, un lieu d’exposition pour l’art contemporain situé à Saint-Ouen. La Couleuvre existe depuis 2012. Les expositions fonctionnent sous forme de cartes blanches données à des artistes « commissaires » chargés d’imaginer un projet et d’inviter d’autres artistes à exposer. La Couleuvre essaie aussi de défendre le travail des artistes femmes en proposant des expositions personnelles. Ainsi, des artistes telles que Christelle Familiari, Elsa Tomkowiak, Anne-Marie Cornu ou Margaret Dearing ont pu montrer leur travail. La couleuvre organise aussi des séances de projections de vidéos et de films rares. Les autres membres du collectif sont Frédérique Lucien (cofondatrice), Elina Löwensohn, Olivier Soulerin et Bertrand Mandico. 

## Les éditions d’artistes, RAUO, depuis 2007
Depuis 2007, Philippe Richard fabrique régulièrement des livres d’artiste dans son atelier sous le nom de RAUO. Il se joue des divers codes du livre d’artiste, reprenant des formes existantes devenant autant d’hommage ou commentaires vis-à-vis du modèle revisité. Le livre est envisagé comme un espace autonome, fragment d’une pensée visuelle en perpétuel mouvement. 
Les trois dernières parutions : Fiascos, 2015 (25 exemplaires), Yveto, donc, vaut Constantinople, 2015 (750 exemplaires), Epidémental, 2014 (500 exemplaires).

## Friville Éditions
Philippe Richard a participé à la création de Friville Éditions, une association consacrée à l’édition de « catalogue d’artiste » en compagnie des artistes Dominique De Beir, Denis Pondruel et Vincent Côme. Depuis, l’artiste Catherine Larré, et l’architecte Jean-François Provost, puis, plus récemment Francine Petit, ont rejoint les quatre membres fondateurs. Parmi les projets éditoriaux, plusieurs collections ont vu le jour, dont les « Blocs » et depuis peu les « Atmosphères de transformation papier » faisant suite aux expériences d’invitation et d’accrochage autour du processus de création.

## Principales expositions
2016
- Dé-faire, ART SEQUANA, galerie 65 de l'ESADHaR, Le Havre

2015
- Refaire surface, galerie Municipale Jean Collet, Vitry-sur-Seine

- événements certains, galerie Bernard Jordan, Paris
- Mise au vert, Maison Louis Carré, Bazoches-sur-Guyonne
- Mues, le Pays Où le Ciel est Toujours Bleu, Orléans
- La borne, le POCTB, Romorantin
- Supervues, Hôtel Burrhus, Vaison-la-Romaine

2014
- Chambre à part, avec Frédérique Lucien, Chapelle du Collège des Jésuites, Eu
- French paradox, Storefront Ten Eyck, New York
- Ctrl P, Friville éditions, galerie Galartco, Chauny
- Real Estate, Ventana 244 gallery, Brooklyn, New York

2013
- International incident, Stéphanie Theodore Art, New York
- Philippe Richard, œuvres récentes, La Part du feu, Bruxelles
- Abstractions Kyrielles, Vern Volume, Vern-sur-Seiche
- Autre pareil, Encyclopedic, séquence 5, Musée des Beaux-arts, Dunkerque

2012
- La fureur de l’éternuement, École régionale des beaux-arts de Rouen
- Autre pareil, séquence 2,3,4, Musée des beaux-arts Dunkerque

- Comment dire, La MACC, Fresnes
- Indubitablement, galerie Bernard Jordan, Paris
- Kristin Arndt Philippe Richard, galerie Gudrun Fuckner, Ludwigburg

2011
- Idées fixes, Galerie Bernard Jordan, Zurich
- Two, Lisa Beck, Philippe Richard, Stéphanie Theodore Art, New York
- Atmosphère de transformation - Vincent Côme, Dominique De Beir, Denis Pondruel, Philippe Richard, Jean-François Provost, Friville Éditions, Paris
- Il paesaggio in transito, Societa Siciliana per la Storia Patria, Institut Culturel Français de Sicile, Palerme

- Autre pareil, carte blanche à Philippe Richard, Musée des beaux-arts Dunkerque

2010
- Ils chantent et ils jouent, les gens entrent ?, Maison des Arts, Le Grand-Quevilly
- Edith, Laboratoire de recherche invite Eric Seydoux, École régionale des beaux-arts de Rouen
- L’arabesque, Bleu acier inc., Tampa, États-Unis
- (777)4, château de Kerpaul, Loctudy

2009
- Global Painting, Les Tanneries, Amilly
- Rien à voir avec Henri Matisse, Musée Matisse du Cateau-Cambrésis
- Souvent d’ailleurs parfois, galerie Bernard Jordan, Paris

- Off the wall, Lennon, Weinberg Gallery, New York, États-Unis
- Sculpteurs de trottoir, Le Quartier, centre d’art contemporain, Quimper
- Matisse aujourd’hui, Pinacothèque de l'État de São Paulo, Brésil

2008
- No limit 4 (enfin seul), La vigie, Nîmes
- + de réalité, 60 artistes internationaux, Hangar à bananes, Nantes
- L’Art dans les Chapelles, Chapelle Saint-Nicolas, Pluméliau

2007
- Yvetot, donc, vaut Constantinople, galerie Duchamp, Yvetot.
- Fragile, galerie Bernard Jordan, Paris

2006
- Abstraction(s), carte blanche à Bernard Jordan, Musée Matisse du Cateau-Cambrésis

- Abstract, Galerie municipale Frontière$, Hellemmes-Lille
- Laumeier (38° 32′ 56.45″ N / 90° 24′ 54.56″), Laumeier Sculpture Park, Saint-Louis, Missouri, USA

### Livres ou catalogues d’expositions
- Théorie et pratique des arts, L'œuvre picturale au-delà des limites inhérentes à la vue, Publications de l'Université de Provence, texte de Jean-Claude Le Gouic, fr, 2007, Aix-en-Provence, 380 pages,  (ISBN 978-2-85399-667-9), collection arts
- Hibrid, Regards croisés sur la peinture en France, Éditions des Riaux,texte de Karim Gaddhab, fr, 2007
- Plaquette : "Philippe Richard", Painting outside the Lines, Laumeier Sculpture Park, texte de Kim Humphries, en, 2006, Saint-Louis, 6 pages,  (ISBN 978-0-940337-16-9)
- Catalogue : Antipersonnelle, La valse des châssis, L'H du Siège, texte de Pierre Giquel, fr/en, de, 2006,  Valenciennes et Nanterre, 48 pages,  (ISBN 2-913681-30-1)
- L'art contemporain en France, Flammarion, textes de Richard Leydier et Catherine Millet,  fr, 2005, nouvelle édition
- Catalogue : Intervention, Savannah College of Art and Design, texte de Celina Jeffrey, fr/en, juin 2005, Lacoste, 44 pages
- Plaquette : Antipersonnelle, "Les bandits de la peinture", L'H du Siège, texte de Célia Charvet, fr, septembre 2004, Valenciennes, 4 pages,  (ISBN 2-913681-24-7)
- L'art du semis, L'Harmattan, texte de Jean-Claude Le Gouic, fr, 2003, 126  pages
- Catalogue : Instables, " Perdre de vue", Galerie Jean Boucher, texte de Vivian Rehberg, fr/en, mars 2003, Cesson-Sévigné, 24 pages
- Catalogue : Variables atmosphériques, Galerie Edouard Manet, texte de Michel Le Bayon, fr/en, mai 2001, Gennevilliers, 24 pages
- Peinture : trois regards, "Points, lignes, plans", Éditions du Regard, texte de Eric de Chassey,  fr/ en, 2000, Paris, 126 pages,  (ISBN 2-84105-122-6)
- Catalogue : Philippe Richard - Peter Soriano, Des œuvres sans repos, Musée des Beaux-Arts de Tourcoing, texte de Tristan Trémeau, fr  juin 2000, 48 pages,  (ISBN 2-901440-13-4)
- Supports/Surfaces La peinture polymorphe, une réponse à Supports/Surfaces, La galerie du Jeu de Paume, texte de Eric Suchère, fr, mai 2000, Paris, 120 pages,  (ISBN 2-908901-64-1),  Collection conférences et colloques
- Catalogue : Philippe Richard, le bord du monde n'existe pas, La peinture, à la limite, Red District, texte de Karim Gaddhab, fr/en, septembre 1999, Marseille, 24 pages,  (ISBN 2-84502-007-4)
- Catalogue:  Peintures françaises, Fratelli Palombi Editori, texte de Alfred Pacquement, fr/ it, 1997, 2008 Villa Medicis, Rome, 92 pages

### Articles de presse et revues
- Le Midi Loisirs: " À Nîmes, la peinture de Philippe Richard sort du tableau", texte de Stéphane Céri, fr, 10 octobre 2008, |no 160
- La Gazette: "Philippe Richard: disques, lignes et débordements", texte de Hélène Fabre, fr, du 18 au 24 septembre 2008, no 485
- magazine internet: "L'abstraction garde le sens des réalités", Poptronics, texte de Marion Daniel, fr, mai 2008
- STL Today: "Laumeier exhibition", Visual Art, texte de David Bonetti, en, 12 octobre 2006
- Le Monde: "Trois mauvais garçons", texte de Philippe Dagen, fr, 27 décembre 2003
- Art Press: Édition spéciale jeune scène française (Fiac 2001), texte de Eric Suchère, fr/en, octobre 2001, Supplément
- L'Art même: "Ce que le Pop fait à l'abstraction", texte de Tristan Trémeau, fr, 3e trimestre 2001, no 12
- Ligéia: "Semis abstraits, entre plan et profondeur", texte de Jean-Claude Le Gouic, fr, automne 2001, numéros 37, 38, 39, 40
- Ligéia: "Le crisscross Pop art/Support-Surface, croiser les faire", texte de Tristan Trémeau, fr, automne 2001,  numéros 37, 38, 39, 40
- Ligéia: "Deux en un", texte de Eric Suchère, fr, automne 2001, numéros 37, 38, 39, 40
- TMM: "Thri Jiuvidarlist i Paris, texte de Gunnar Halldorsson, is, juin 2001
- Contemporary Visual Art: "Peinture, trois regards", Mick Finch, en, mars 2001, Issue 33
- Art Press: "Peintures, trois regards, texte de Tristan Trémeau, fr/en, février 2001
- Art Press: "Le bord du monde n'existe pas", texte de Eric Suchère, fr/en, juin 2000
- Art Press: "Couleur, couleurs", texte de Eric Suchère, fr/en, mars 1998, no 223
- Art in America: "Philippe Richard", texte de Eric Suchère, en janvier 1998
- Critique d'art: " La peinture après le Post-modernisme", Archives de la critique d'art, texte de Eric de Chassey, fr, no 10, 1997, pages 33-38
- Beaux-Arts Magazine: "Exception française à la Villa Médicis", texte de Tristan Trémeau, fr, 1997
- L'œil: "Dans les bois de Philippe Richard", texte de Marielle Ernould-Gandouet, fr, septembre 1997
- Le Journal des Expositions: "Des mois, des années", texte de Michel Le Bayon, fr, mai 1997
- Télérama: "Toiles de mer", texte de Sophie Cachon, fr, 21 mai 1997
- Tribeca: "Philippe Richard", texte de Françoise-Aline Blin, fr, avril/mai 1997
- Die neue bildende Kunst: "Die polymorphe malerei", texte de Eric Suchère, de/fr, octobre/novembre 1996
- Art Press: "Philippe Richard, texte de Eric Suchère, fr/en, décembre 1995
- Le Figaroscope: "Une abstraction évocatrice=|Jean-Louis Pinte=|fr=|22-28=|novembre=|1995
- Kunstforum: " Der Herzog auf dem Kirschen und die Prinzessin aug der Erbste", texte de Maribel Königer, de, novembre 1995
- Beaux-Arts magazine: " Philippe Richard, le fond, la forme et l'illusion", texte de Karen Rudolph, fr, octobre 1995
- Le Monde: "Papel, papel", texte de Philippe Dagen, fr, mars 1995
- Le Figaroscope: "Changer le regard", texte de Jean-Louis Pinte, fr, février 1995
- Le Monde: Dix aventures à vivre, texte de Harry Bellet, fr, octobre 1993